# کاخ همایش‌های پاریس
کاخ همایش‌های پاریس (انگلیسی: Palais des congrès de Paris) (تلفظ در فرانسوی: [palɛ de kɔ̃ɡʁɛ də paʁi]; انگلیسی: Paris Congress Centre)، یک مرکز گردهمایی، محل برگزاری موسیقی و بازار بزرگ در پورته مایوت در منطقه ۱۷ پاریس، فرانسه است. این مجموعه توسط معمار فرانسوی، گیلیام گیلت ساخته و در ۱۹۷۴ گشایش یافت. در نزدیکی این مجموعه، پارک بولونی و محله مرفه‌نشین نویی-سور-سن وجود دارد. نزدیک‌ترین ایستگاه مترو به آن، پورت مایو  و نیلی پورته مایو است، که از طریق سطوح پایین ساختمان قابل دسترسی است.